# Out of It
Out of It è il secondo album di Brad Sucks. Pubblicato nel 2008 dall'etichetta indipendente di Berkeley, California Magnatune, tutto il materiale dell'album è stato pubblicato con licenza Creative Commons BY-SA.

## Collegamenti esterni

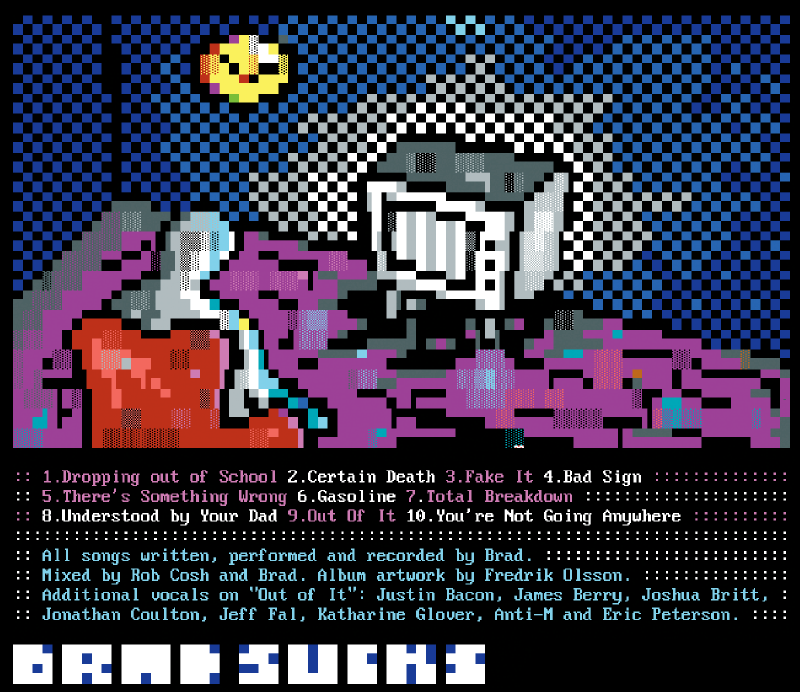
Retrocopertina dell'album

## Tracce
Tutte le tracce di Brad Turcotte.
1. Dropping out of School - 3:43
2. Certain Death - 3:49
3. Fake It - 3:34
4. Bad Sign - 3:52
5. There's Something Wrong - 3:28
6. Gasoline - 3:57
7. Total Breakdown - 2:19
8. Understood by Your Dad - 2:50
9. Out of It - 3:39
10. You're Not Going Anywhere - 3:38